# Kennebec
Il Kennebec è un fiume lungo 240 km nello Stato del Maine, nord-est degli USA. Nasce dal lago Moosehead, nel Maine settentrionale, e scorre verso sud attraverso le città di Madison, Skowhegan, Waterville, la capitale dello Stato Augusta e Bath.
Poco distante dalla foce nella baia Merrymeeting vi confluisce il fiume Androscoggin.
Nel 1687 la Nuova Francia stabilì il corso del fiume Kennebec come confine meridionale dell'Acadia.
Le maree dell'oceano influenzano l'altezza del fiume a nord fino ad Augusta. I fiumi tributari del Kennebec sono il Dead, il Carrabasset, il Sandy e il Sebasticook.

## Industria del ghiaccio
Nel 1814, Frederic Tudor iniziò a realizzare un mercato del ghiaccio nelle Indie Occidentali e nel sud degli Stati Uniti. Nel 1826, Rufus Page costruì la prima grande  ghiacciaia vicino a Gardiner, per fornire Tudor. Il ghiaccio veniva raccolto dal fiume durante l'inverno da parte dei fattori e da altri. Essi lo tagliavano a mano, mandavano via fiume grossi pezzi presso una ghiacciaia sulla riva ove veniva conservato fino alla primavera. Quindi, impacchettato con paglia, il ghiaccio veniva imbarcato su navi e inviato al sud.